# Anthophora erubescens
Anthophora erubescens är en biart som beskrevs av Morawitz 1880. Anthophora erubescens ingår i släktet pälsbin, och familjen långtungebin. Inga underarter finns listade i Catalogue of Life.